# Thompson Twins

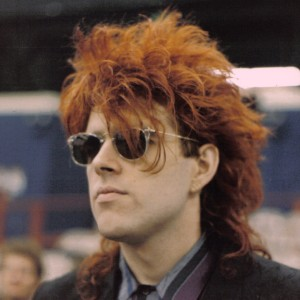
Том Бейли, основатель группы Thompson Twins.1986 год

Thompson Twins — британская группа новой волны, образовавшаяся в апреле 1977 года и распавшаяся в мае 1993 года. Группа достигла существенного успеха в середине 80-х годов; многие их песни стали хитами в Великобритании, США и других странах мира. Название взято из популярного комикса «Приключения Тинтина» (детективы Томсон и Томпсон). Thompson Twins в период с 1982 по 1986 год выступали как трио, однако позже число участников доходило до семи человек. В 1985 году группа приняла участие в международной благотворительной акции Live Aid, а их песня «Lay Your Hands on Me» вошла в сборник 1989 года Greenpeace Breakthrough.

## Состав

### Классический состав
- Том Бейли[англ.] — бас, гитара, клавишные, вокал (1977—1993)
- Джо Лиуэй[англ.] — конга, перкуссия, клавишные, вокал (1981—1986)
- Аланна Карри[англ.] — ударные, перкуссия, вокал (1981—1993)

### Другие участники
- Пит Додд — гитара, вокал (1977—1982)
- Джон Руг — гитара (1977—1982)
- Джон Подгорски — ударные (1977—1978)
- Эндрю Эдж[англ.] — ударные (1978—1979)
- Крис Белл — ударные (1979—1982)
- Джейн Шортер — саксофон (1981)
- Мэтью Сэлигмэн[англ.] — бас (1981—1982; умер в 2020)

## Дискография

### Студийные альбомы
- A Product of … (Participation) (1981)
- Set (1982)
- Quick Step and Side Kick (1983)
- Into the Gap (1984)
- Here’s to Future Days (1985)
- Close to the Bone (1987)
- Big Trash (1989)
- Queer (1991)